# Larsonia pterophylla
Larsonia pterophylla är en nässeldjursart som beskrevs av Ernst Haeckel 1879. Larsonia pterophylla ingår i släktet Larsonia och familjen Pandeidae. Inga underarter finns listade i Catalogue of Life.

## Bildgalleri

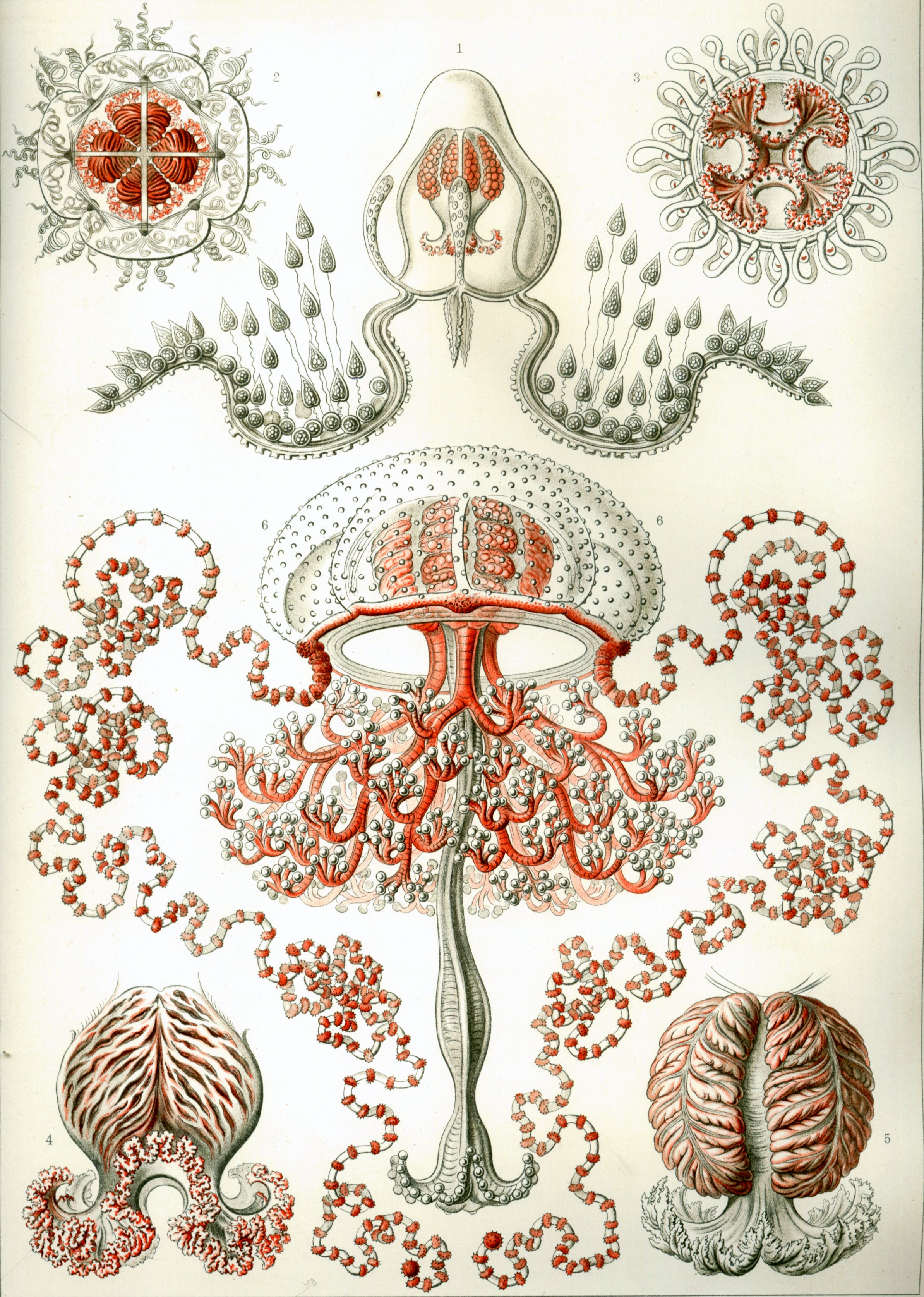